# Helmut Friedmann
Helmut Friedmann, auch Fred Helmut Friedmann, (geboren am 28. Mai 1918 in Köln; gestorben am 6. Januar 2012 in London) war ein aus Deutschland stammender, jüdischer Sprachwissenschaftler, Hochschullehrer und Schriftsteller. Friedmann gilt als Pionier des audiovisuellen Sprachunterrichts in Großbritannien und war Gründer der Audio-Visual Language Association.

## Leben
Helmut Friedmann wurde am 28. Mai 1918 als Sohn des Kölner Textilkaufmanns Nathan Friedmann geboren. Helmut Friedmann besuchte das Friedrich-Wilhelm-Gymnasium und die Rabbinatsschule in Köln. Bereits als Jugendlicher widmete er sich dem Studium alter Sprachen und verfasste erste Gedichte und Kurzgeschichten. Nach der Machtergreifung der Nationalsozialisten flüchtete der 16-jährige Helmut Friedmann im November 1934 über Italien nach Palästina. Hier lebte er im Kibbuz En Schemer. Im Kibbuz arbeitete er unter anderem als Landarbeiter und Gärtner. Nach Ende des Zweiten Weltkrieges ging Friedmann nach Frankreich und studierte Philologie in Montpellier und Paris.
Nachdem er in Frankreich und der Schweiz in verschiedenen Berufen gearbeitet hatte, um seinen Lebensunterhalt zu bestreiten, ging er Ende der 1950er Jahre nach London und widmete er sich verstärkt dem Einsatz von audiovisuellen Methoden bei der Erlernung von Sprachen. Er gründete 1962 die Audio-Visual Language Association (AVLA), eine Fachsektion der British Association for Language Teaching. Er war Mitbegründer und Herausgeber des Audio-visual Language Journal (heute Journal of Language Teaching Technology and Applied Linguistics), für das er zahlreiche Fachaufsätze über moderne Sprachlernmethoden und über den Einsatz audiovisueller Hilfsmittel beim Sprachunterricht verfasste.
Seit Mitte der 1960er Jahre lehrte er am Department of Modern Languages am Holborn College of Law, Languages and Commerce in London. Er setzte bis ins hohe Alter seine Vortrags- und Lehrtätigkeit als Senior Lecturer und als Direktor eines Forschungsprogramms für neuere Sprachen und Methodik in London fort. Neben seiner beruflichen Tätigkeit engagierte sich Friedmann in Frankreich und Großbritannien in der Gewerkschaftsarbeit.
Friedmann war Mitglied mehrerer beratender öffentlicher Ausschüsse, des P.E.N.-Clubs und Mitglied der Royal Society of Arts, des Institute of Linguists sowie Fellow des Royal Anthropological Institute. Zahlreiche Gedichte und literarische Arbeiten wurden in verschiedenen Sprachen veröffentlicht. Teile seines literarischen Nachlasses wurden 1997 in der Ausstellung Unter Vorbehalt. Rückkehr aus der Emigration in Köln gezeigt, die der Verein EL-DE-Haus des NS-Dokumentationszentrums kuratierte. Im Rahmen dieser Ausstellung besuchte Friedmann seine Heimatstadt Köln und machte deutlich, wie er seine Emigration als Jugendlicher aus Deutschland in der Rückschau persönlich einordnet.

„Ich will nicht als Flüchtling oder Emigrant oder Displaced Person beschrieben werden. Das war ich nie und bin es weiter nicht. Eher würde ich mich als einen vorübergehend aus der Heimat Vertriebenen bezeichnen, was weder der Heimat noch mir gut tat.“

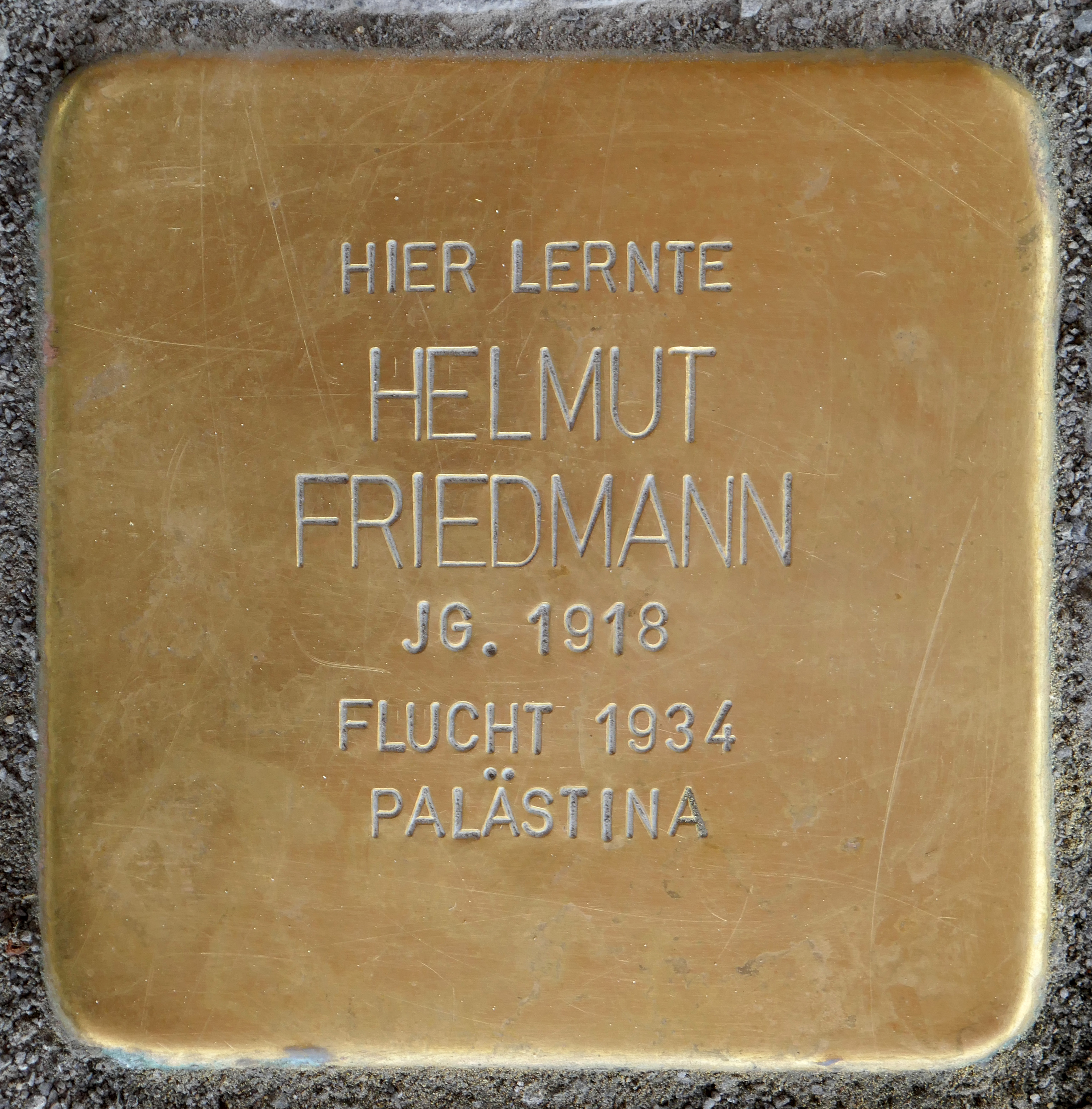
Stolperstein für Helmut Friedmann vor dem Friedrich-Wilhelm-Gymnasium in Köln

Helmut Friedmann war verheiratet und Vater von fünf Kindern.

## Ehrung und Gedenken
Für seine Verdienste auf dem Gebiet der englisch-französischen kulturellen Zusammenarbeit wurde Friedmann 1975 als Chevalier dans l' Ordre des Palmes Académiques ausgezeichnet.
Im April 2018 wurde vor dem Friedrich-Wilhelm-Gymnasium in Köln im Rahmen des Kunst- und Erinnerungsprojektes des Kölner Künstlers Gunter Demnig ein Stolperstein verlegt, um an Helmut Friedmann zu erinnern.

## Schriften (Auswahl)
Gedichte
- Weisst Du noch?
- Ich hab mich vertan
- Die trunkene Geliebte
- Examen
- wo die bunte kohle blüht
- Theodizee
- Eau de Cologne
- Kölscher Abzählreim
- Marlene Dietrich
- Große Wäsche

Aufsätze
- Language laboratory teaching, In: The Vocational Aspect of Secondary and Further Education 16, 1964, S. 209–221.